# 沙布拉市鎮
沙布拉市，是保加利亞的城鎮，位於該國東北部，由多布里奇州負責管轄，首府設於沙布拉，面積325平方公里，2008年人口5,695，人口密度每平方公里17.52人。